# خلیج شیر

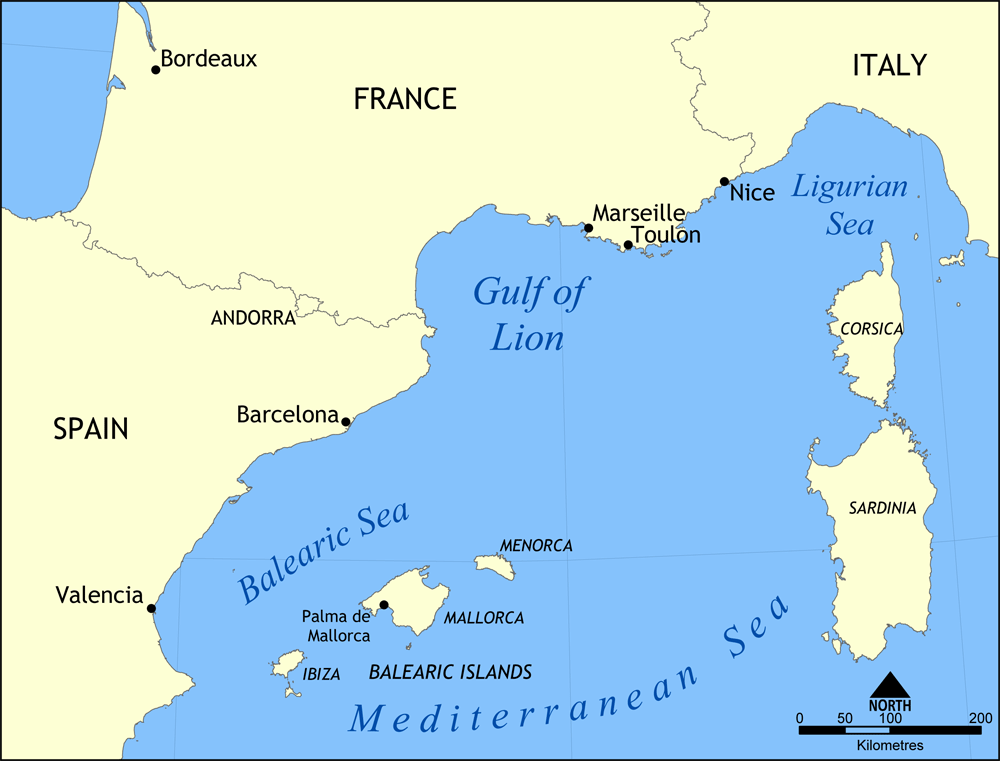
نقشه خلیج شیر

خلیج شیر (به فرانسوی: golfe du Lion، اسپانیایی:  golfo de León، ایتالیایی: Golfo del Leone، لاتین: sinus Leonis) یک خلیج گسترده از سواحل دریای مدیترانه است که سواحل ناحیه‌های لانگداک روسیون و پروانس در فرانسه را از مرز کاتالونیا تا بندر تولون در غرب در بر می‌گیرد.
بزرگترین بندر در این خلیج بندر مارسی می‌باشد. تولون یکی دیگر از بندرهای مهم این خلیج است. صنعت ماهیگیری در خلیج هم‌اکنون با کاهش روبه رو شده‌است.
رودخانه‌های تک، تت، اد، اورب، ارو، ویدورل
و رون به این خلیج سرازیر می‌شوند.